# Pozzo di San Patrizio

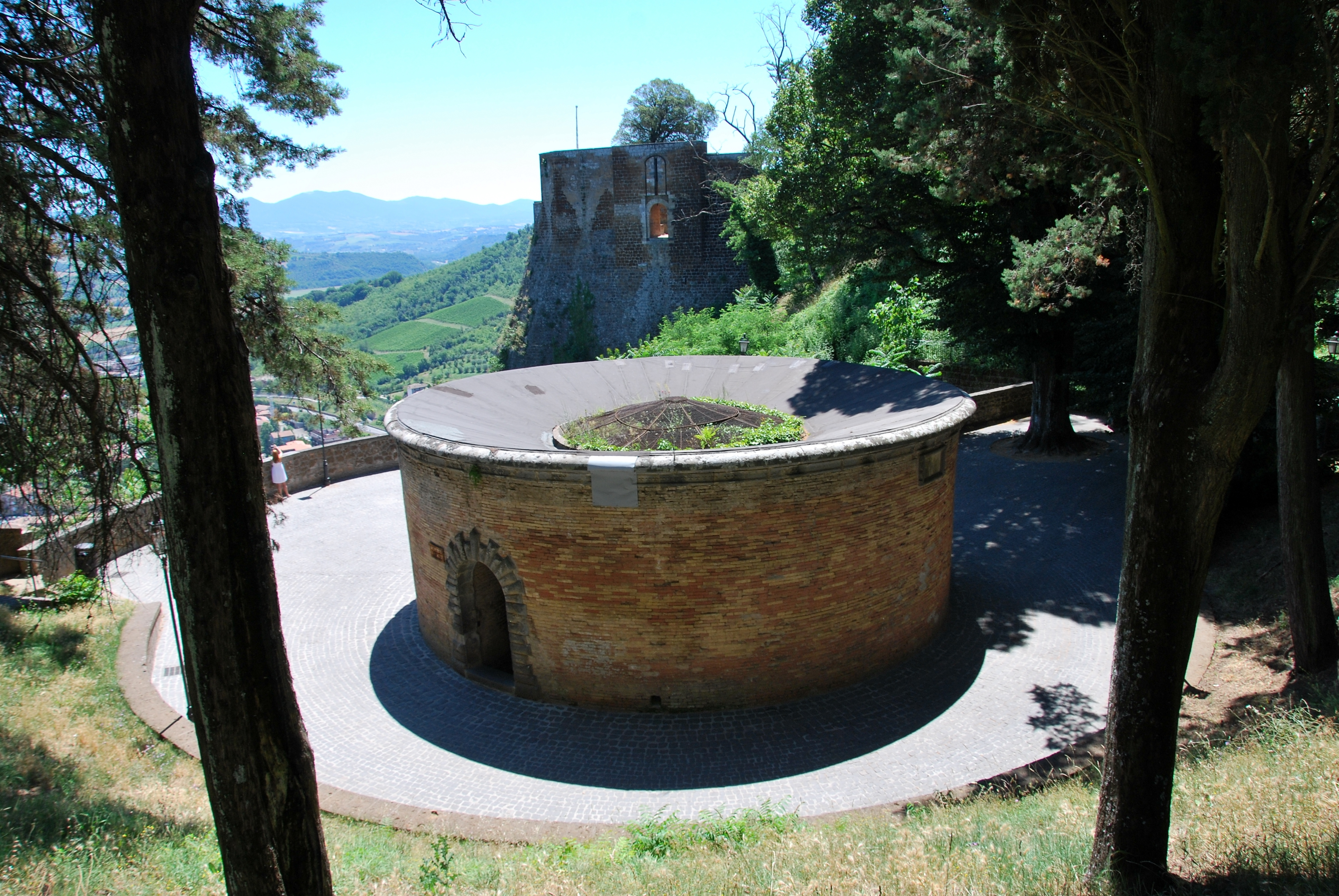
L'ingresso del pozzo

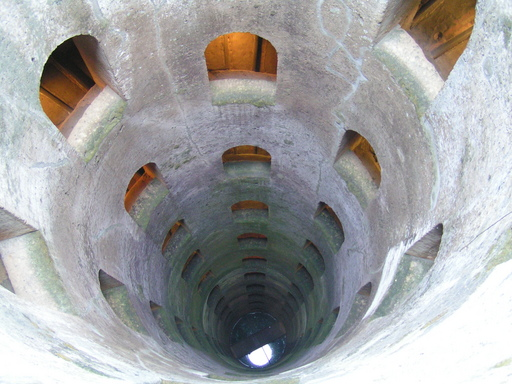
Vista interna del pozzo guardando verso il basso, si nota la passerella sopra la vasca di fondo che collega la rampa di discesa a quella di risalita

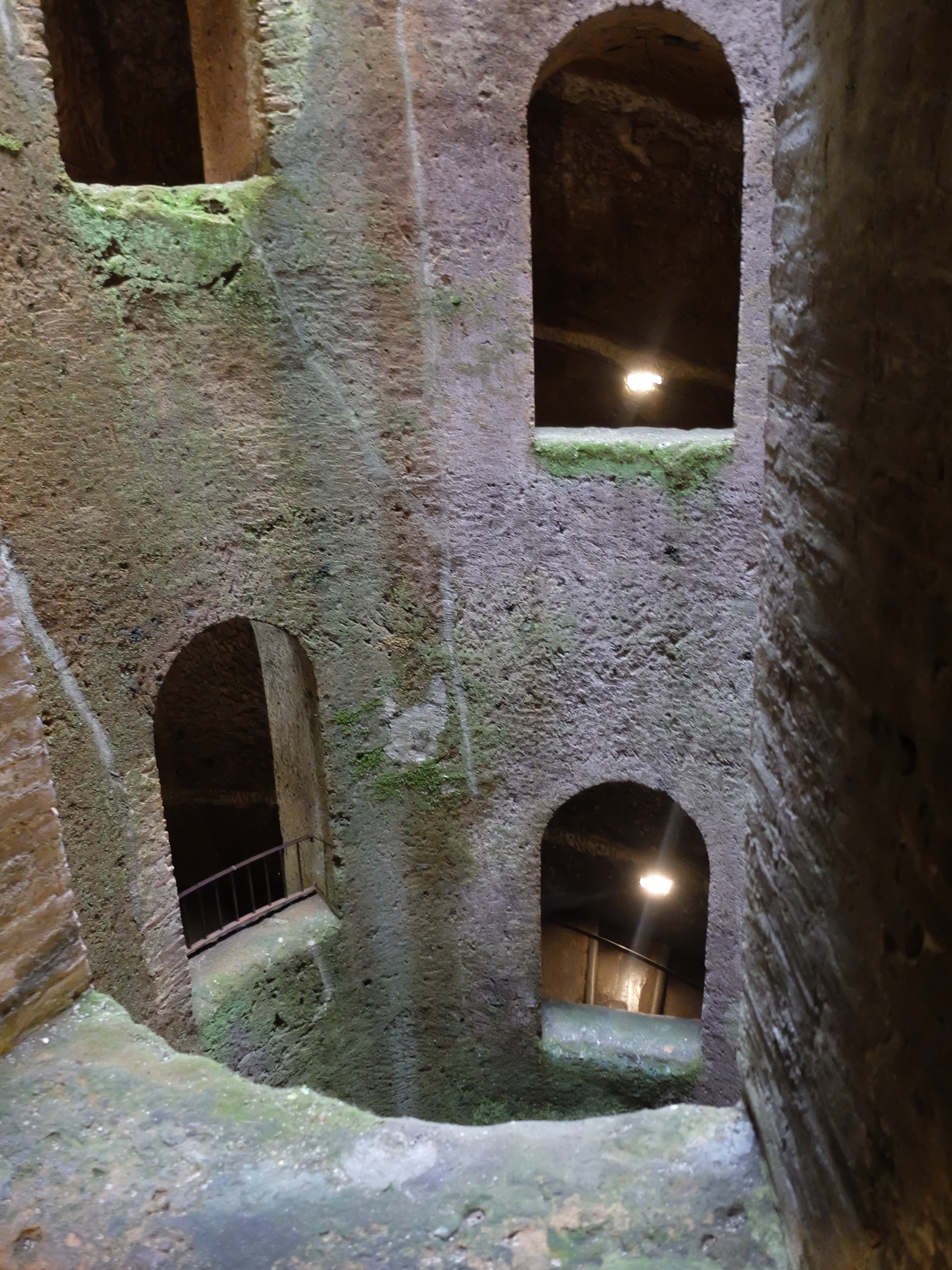
Vista interna da una delle rampe

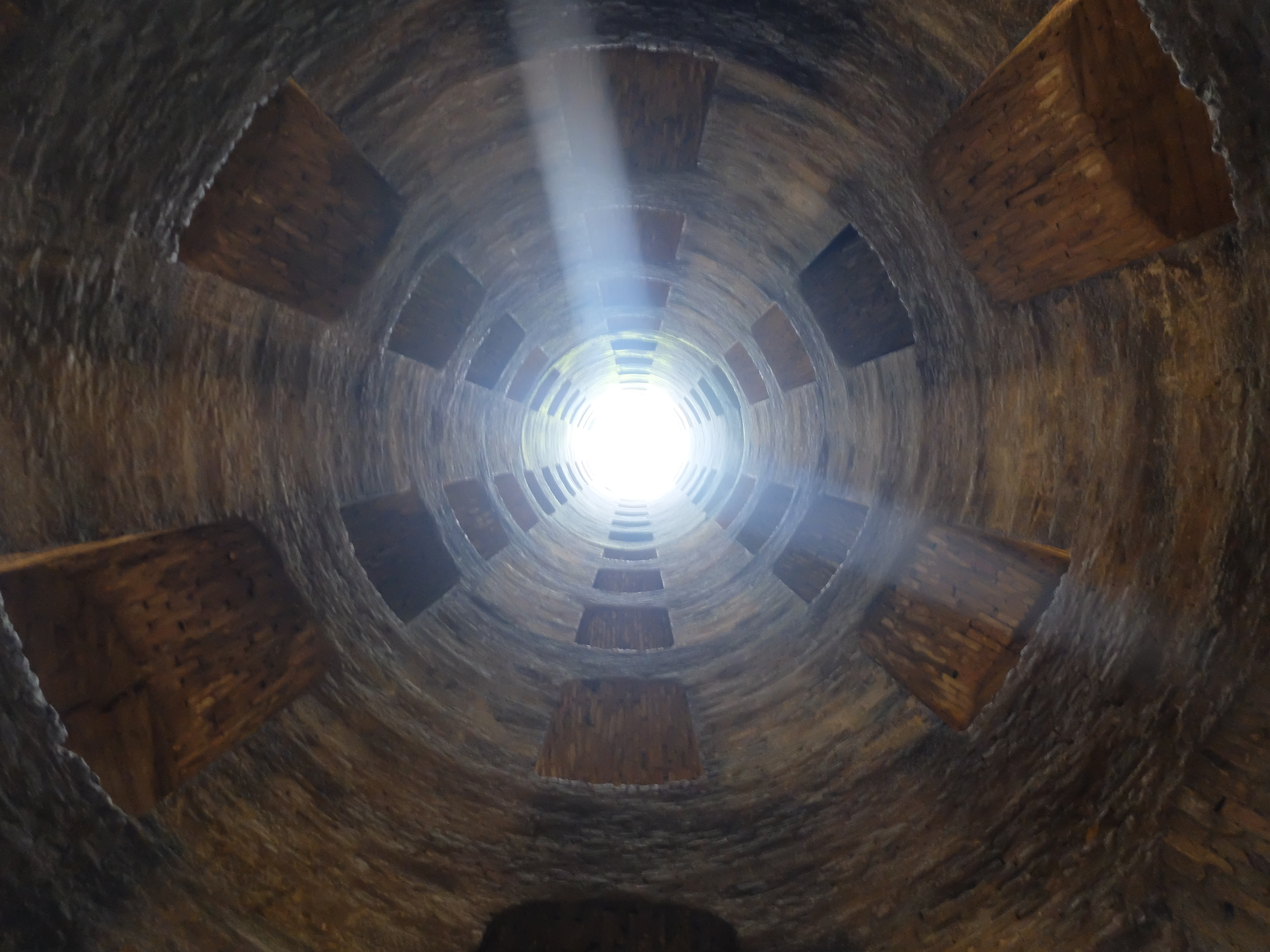
Vista dal punto più basso verso l'alto

Lo storico pozzo di San Patrizio è una struttura costruita da Antonio da Sangallo il Giovane a Orvieto tra il 1527 e il 1537 per volere del papa Clemente VII, reduce dal Sacco di Roma e desideroso di tutelarsi nell'eventualità che la città in cui si era ritirato fosse assediata. Pertanto fu progettato proprio per fornire acqua in caso di calamità o assedio. Durante le assenze di Antonio da Sangallo l'esecuzione veniva seguita da Giovanni Battista da Cortona; le parti decorative sono di Simone Mosca. I lavori furono conclusi durante il papato di Paolo III Farnese (1534-1549).

## Struttura
L'accesso al pozzo, capolavoro di ingegneria, è garantito da due rampe elicoidali a senso unico, completamente autonome e servite da due diverse porte, che consentivano di trasportare con i muli l'acqua estratta senza ostacolarsi e senza dover ricorrere all'unica via che saliva al paese dal fondovalle.
- Il pozzo è profondo 54 metri[2] ed è stato realizzato scavando nel tufo dell'altopiano su cui sorge Orvieto, una pietra abbastanza dura, ma che dopo vari secoli sta risentendo degli scarichi fognari.
- Ha forma cilindrica a base circolare con diametro di 13 m.
- Gli scalini sono 248, i finestroni che vi danno luce sono 72[2].
- Le due scale sono collegate da un ponte tuttora praticabile.[1]
- Sul fondo del pozzo il livello dell'acqua si mantiene costante grazie ad una sorgente naturale che rifornisce la cavità e un emissario che fa defluire l'acqua in eccesso.

La parte esterna è costituita da una struttura cilindrica bassa. È decorata con i gigli farnesiani del pontefice Paolo III e ha due ingressi diametralmente opposti.
Sull'ingresso del pozzo la scritta "quod natura munimento inviderat industria adiecit" ("ciò che non aveva dato la natura, procurò l'industria") celebra l'ingegno umano come abile mezzo in grado di sopperire alle carenze della natura.
Papa Clemente VII incaricò Benvenuto Cellini di coniare una moneta in onore della costruzione del pozzo. Su di essa è incisa la frase "UT BIBAT POPULUS" ("perché il popolo beva") ed è raffigurato Mosè che con un bastone trafigge una roccia, dalla quale sgorga l'acqua di fronte agli ebrei in fuga, mentre uno di essi vi attinge con una conchiglia. Questa preziosa moneta è oggi conservata nei Musei Vaticani.
Forse per l'aura di sacro e di magico che accompagna le cavità profonde, o per pura imitazione di modelli cinematografici, i turisti moderni vi gettano monetine con la speranza di tornarvi.

## Denominazione
Inizialmente il pozzo era detto "Pozzo della Rocca" in riferimento alla rocca o "Fortezza dell'Albornoz" situata vicino, al servizio della quale il pozzo stesso era stato costruito. È solo in età ottocentesca che assunse l'attuale nome "Pozzo di San Patrizio", datogli dai frati del convento dei Servi che si ispirarono alla nota leggenda del santo irlandese. 
Si credeva infatti che in Irlanda, in corrispondenza di una grotta senza fondo, situata sull'isolotto di Station island nel Lough Derg, si potesse raggiungere l'aldilà. La caverna simboleggiava la porta di accesso al Purgatorio, e solo dopo aver affrontato una serie di terribili prove per purificarsi dai propri peccati si raggiungeva la fine della grotta che rappresentava l'ingresso in Paradiso. È proprio nei pressi di questa cavità che San Patrizio amava ritirarsi in preghiera. La caverna per questo ottenne l'appellativo di "Purgatorio di San Patrizio", ed il pozzo prese il nome del santo proprio perché fu utilizzato anch'esso come luogo di espiazione dei peccati e richiamava la discesa nelle profondità della caverna irlandese.

## Metonimia
Pozzo di San Patrizio è anche un'espressione utilizzata per riferirsi ad una riserva misteriosa e sconfinata di ricchezze. Secondo altri, con l'espressione "è come il pozzo di San Patrizio" si intende qualcosa in cui si buttano risorse ed energie, ma inutilmente, perché non si riempie mai e non si riesce a trovarne la fine.